# Avguštin Kukovič
Avguštin Kukovič, slovenski teolog in filozof, * 3. avgust 1849, Šentjur, † 19. april 1899, Maribor.
Na Visoki bogoslovni šoli v Mariboru je v letih 1885−1889 predaval filozofijo, cerkveno pravo, patrologijo in zgodovino.